# Домът на мис Перигрин за чудати деца
„Домът на мис Перигрин за чудати деца“ (на английски: Miss Peregrine's Home for Peculiar Children) е фентъзи филм от 2016 г. на режисьора Тим Бъртън. Сценарият, написан от Джейн Голдман, е базиран на едноименния роман на Рансъм Ригс. Премиерата е на 25 септември 2016 г. на Fantastic Fest в Остин, Тексас, а по кината в САЩ и България филмът излиза на 30 септември 2016 г.

## Актьорски състав
| Актьор         | Роля             |
| -------------- | ---------------- |
| Ева Грийн      | мис Перигрин     |
| Ейса Бътърфилд | Джейкъб Портман  |
| Ела Пърнел     | Ема Блум         |
| Самюъл Джаксън | мистър Барън     |
| Джуди Денч     | мис Авосет       |
| Крис О'Дауд    | Франклин Портман |
| Терънс Стамп   | Ейбрахам Портман |
| Ким Дикенс     | Мериан Партман   |
| Алисън Джени   | д-р Голан        |
| Рупърт Евърет  | орнитолог        |